# Live Letters
Live Letters är en konsertvideo med den finländska rockgruppen The Rasmus, utgiven på DVD den 22 november 2004 genom Playground Music. Videon består av 11 låtar inspelade under en konsert på Gampel Open Air i Schweiz den 21 augusti 2004, som var en del av bandets första världsturné Dead Letters Tour. Nästan alla låtar från spelningen är hämtade från albumet Dead Letters (2003), därav namnet Live Letters som en liveversion till albumet. En del låtar kommer också från albumen Into (2001) och Hellofatester (1998). Videon innehåller även samtliga sju musikvideor från Dead Letters samt diverse extramaterial.
Spelningen på Gampel Open Air inleds med det numera klassiska förstanumret "First Day of My Life" och går sedan igenom en blandning av låtar från Into, Dead Letters och även en låt från Hellofatester. Efter "One & Only" släcks scenen ner innan bandet kommer tillbaka med de tre extranumren "In the Shadows", "Funeral Song" och "In My Life".
Den 20 februari 2007 gav man för första gången ut Live Letters i USA genom deras dåvarande amerikanska skivbolag DRT Entertainment. Utgåvan är dock identisk med den europeiska.

## Låtlista

### Live på Gampel Open Air
Alla låtar skrivna av The Rasmus.
1. "First Day of My Life"
  - Från albumet Dead Letters (2003)
2. "Guilty"
  - Från albumet Dead Letters (2003)
3. "F-F-F-Falling"
  - Från albumet Into (2001)
4. "Still Standing"
  - Från albumet Dead Letters (2003)
5. "Time to Burn"
  - Från albumet Dead Letters (2003)
6. "Bullet"
  - Från albumet Into (2001)
7. "Every Day"
  - Från albumet Hellofatester (1998)
8. "One & Only"
  - Från albumet Into (2001)
9. "In the Shadows"
  - Från albumet Dead Letters (2003)
10. "Funeral Song"
  - Från albumet Dead Letters (2003)
11. "In My Life"
  - Från albumet Dead Letters (2003)

### Musikvideor
- "In the Shadows" – "Bandit" Version
  - Inspelad i Helsingfors 2003 i regi av Finn Andersson, Film Magica OY
- "In the Shadows" – "Crow" Version
  - Inspelad i Stockholm 2003 i regi av Niclas Fronda & Fredrik Löfberg, Baranga Film
- "In the Shadows" – "Mirror" Version
  - Inspelad i Bukarest 2004 i regi av Pilipp Stölzl
- "In My Life"
  - Inspelad på Kuba 2003 i regi av Niclas Fronda & Fredrik Löfberg, Baranga Film/Topaz
- "First Day of My Life"
  - Inspelad i Berlin 2003 i regi av Sven Bollinger
- "Funeral Song (The Resurrection)"
  - Inspelad i Stockholm 2004 i regi av Niclas Fronda & Fredrik Löfberg, Baranga Film
- "Guilty"
  - Inspelad i Los Angeles 2004 i regi av Nathan "Karma" Cox

### Extramaterial
- Fyra videodokumentärer
- Foton
- Bildmanus
- En intervju
- "Making of the videos"
- En gömd inspelning från första studiospelningen av "In the Shadows"

## Hur man hittar det dolda klippet
För att få tillgång till ett dolt klipp i form av den första demoinspelningen av "In the Shadows", gör följande:
1. Gå till "Music videos" från huvudmenyn.
2. Markera sedan "In the Shadows 2nd version (crow)" och tryck på höger pil.
3. The Rasmus logotyp skall nu synas till höger. Klicka på den för att se klippet.

## Specifikationer
| Region          | 0 - Regionsfri                 |
| Ljudformat      | Dolby Digital 5.1 / stereo 2.0 |
| Bildformat      | 4:3 Colour                     |
| Ljud-/menyspråk | Engelska                       |
| Speltid         | 107 minuter                    |

## Releasedatum
| Region          | Datum            | Format | Skivbolag         | Katalognummer |
| --------------- | ---------------- | ------ | ----------------- | ------------- |
| Internationellt | 22 november 2004 | DVD    | Playground Music  | PGMDVD 14     |
| USA             | 20 februari 2007 | DVD    | DRT Entertainment | B000MGVD0S    |

## Medverkande
The Rasmus
- Lauri Ylönen – sång
- Eero Heinonen – bas och bakgrundssång
- Pauli Rantasalmi – gitarr
- Aki Hakala – trummor

Produktion
- Niclas Fronda & Fredrik Löfberg – produktion, redigering, regi (Baranga Film)
- Lars Tengroth – exekutiv producent (Playground Music)
- Tommy Denader – mastering
- John Cloud – produktionsledare
- Otech Design – menydesign
- Jesper Eriksson Sound Production – Stereo 5.1 up mix
- Lars Tengroth, Henrik Walse, Nela Koenig, Anja Graber, Baranga Film, Christian Ewers, Nauska, Tobias Seelinger, Silke Hölker – fotografier
- Tobias Seelinger – Fotografiet på DVD-omslaget, fotat i Berlin
- Henrik Walse – layout till DVD-omslaget